# 麦克风

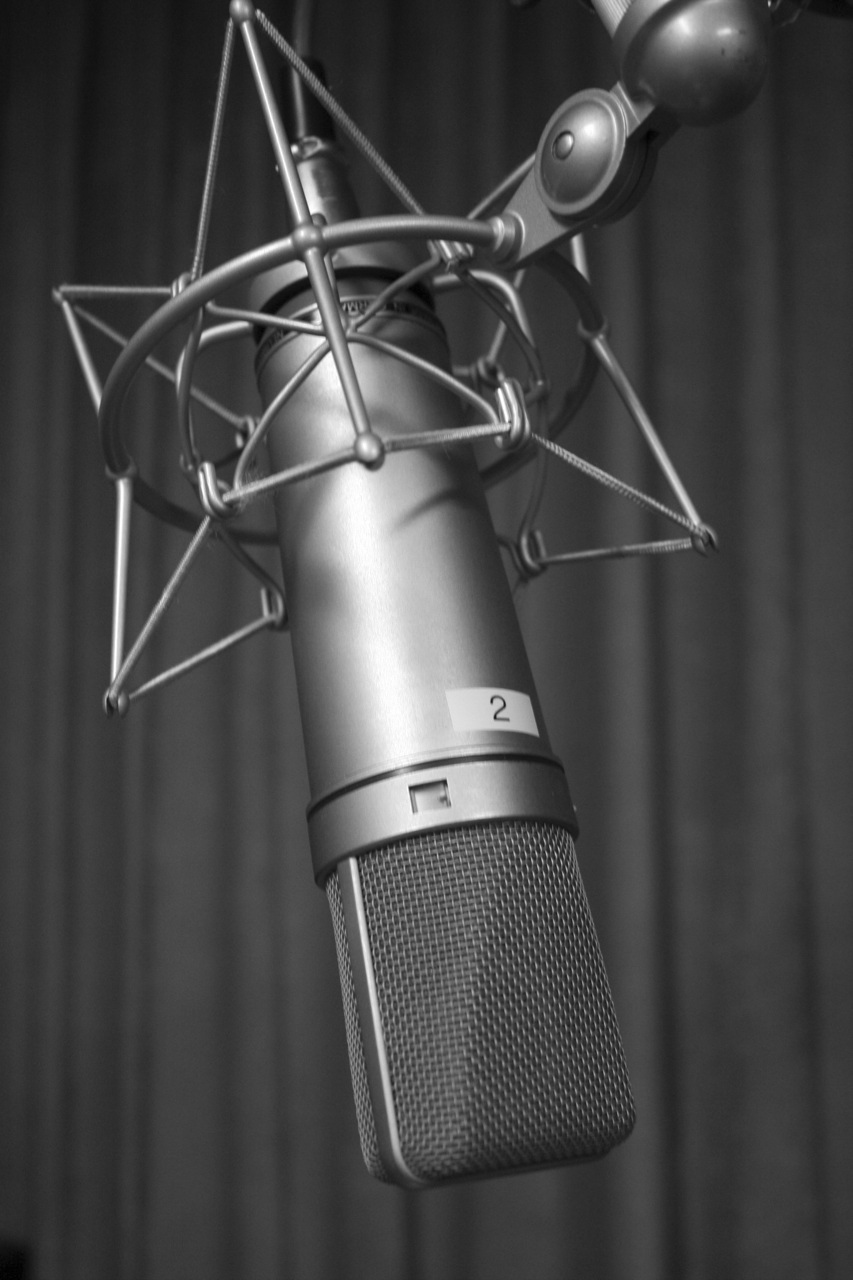
專業錄音常用的 Neumann U87 電容式麥克風，固定在防震架上

麥克風是一種將聲音轉換成電子信號的換能器。正式中文名為傳聲器，又稱為話筒、微音器、擴音器，或由英文microphone音譯為麥克風、嘜克風，簡稱麥、嘜。

## 種類

### 動圈式麥克風

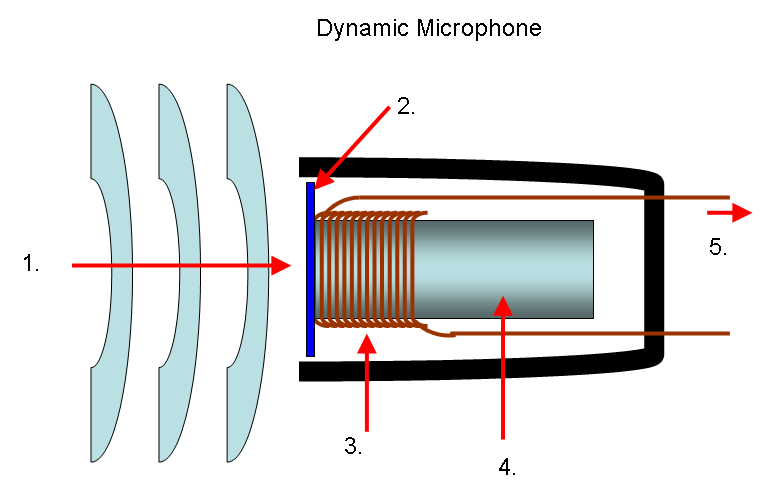

動圈式麥克風（Dynamic Microphone）基本的構造包含線圈、振膜、永久磁鐵三部份。當聲波進入麥克風，振膜受到聲波的壓力而產生振動，與振膜連接在一起的線圈則開始在磁場中移動，根據法拉第定律以及冷次定律，線圈會產生感應電流。
動圈式麥克風因為含有線圈和磁鐵，不像電容式麥克風輕便，靈敏度較低，高低頻響應表現較差。優點是聲音較為柔潤，適合用來收錄人聲。

### 電容式麥克風

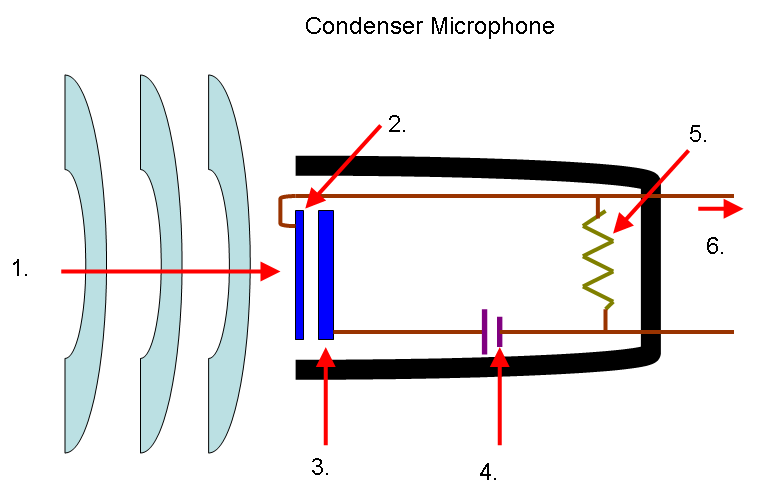
电容式麦克风的构成：1. 聲波（Sound Waves）2. 振動膜（Diaphram）3. 基板（Back Plate）4. 電池（Battery）5. 電阻（Resistance）6. 輸出訊號（Audio Signal）

電容式麥克風（Condenser Microphone） 並沒有線圈及磁鐵，靠著電容兩片隔板間距離的改變來產生電壓變化。當聲波進入麥克風，振動膜產生振動，因為基板是固定的，使得振動膜和基板之間的距離會隨著振動而改變，根據電容的特性
{\displaystyle C\propto {\frac {A}{d}}}
({\displaystyle A}是隔板面積，{\displaystyle d}為隔板距離)。當兩塊隔板距離發生變化時，電容值{\displaystyle C}會產生改變。再經由
{\displaystyle Q=C\cdot V}
({\displaystyle Q}為電量，在電容式麥克風中电容极板电压會維持一個定值)可知，當{\displaystyle C}改變時，就會造成电量{\displaystyle Q}的改變。因為在電容式麥克風中需要維持固定的极板电压{\displaystyle V}，所以此類型麥克風需要額外的電源才能運作，一般常見的電源為電池，或是藉由幻象電源來供電。電容式麥克風因靈敏度較高，常用於高品質的錄音。

#### 駐極體電容麥克風
駐極體電容麥克風（Electret Condenser Microphone）使用了可保有永久電荷的駐極體物質，因而不需再對電容器供電。但一般駐極體麥克風元件內建有電子電路以放大訊號，因此仍需以低電壓供電（常規電壓是1.0V-10V）。此種麥克風目前廣泛使用在消費電子產品之中。

### 微機電麥克風
微機電麥克風（MEMS Microphone）指使用微機電（MEMS，MicroElectrical-Mechanical System）技術做成的麥克風，也稱麥克風晶片（microphone chip）或矽麥克風（silicon microphone）。 微機電麥克風的壓力感應膜是以微機電技術直接蝕刻在矽晶片上，此積體電路晶片通常也整合入一些相關電路，如前置放大器。 大多數微機電麥克風的設計，在基本原理上是屬於電容式麥克風的一種變型。 微機電麥克風也常內建類比數码轉換器，直接輸出數码訊號，成為數码式麥克風，以利与現今的數码電路連接。
微機電麥克風的主要應用於部分的手機、PDA等小型行動產品。 此類小型麥克風以往使用的幾乎均是駐極體電容麥克風。
微機電麥克風的主要生產廠商有：Merry Electronics Co., LTD., Wolfson Microelectronics (WM7xxx)， Analog Devices， Akustica (AKU200x), Infineon (SMM310)， Knowles Electronics， Memstech (MSMx), NXP Semiconductors， Sonion MEMS， AAC Acoustic Technologies， 與 Omron 等，且還有多家公司積極投入。

### 鋁帶式麥克風
鋁帶式麥克風（Ribbon Microphone） 在磁鐵兩極間放入通常是鋁質的波浪狀金屬箔帶，金屬薄膜受聲音震動時，因電磁感應而生訊號。
鋁帶式麥克風曾經是早期最好、最昂貴的麥克風。由於形狀龐大及鋁箔帶很薄的脆弱性，現今主要用於專業錄音室。

### 碳粒式麥克風
碳粒式麥克風（Carbon Microphone）作為舊式電話機的碳精話筒而曾大量使用。現今少用。

## 灵敏度
指麦克风的开路电压与作用在其膜片上的声压之比。实际上，麦克风在声场必然会引起声场散射，所以灵敏度有两种定义。一种是实际作用于膜片上的声压，称为声压灵敏度，另一种是指麦克风未置入声场的声场声压，称为声场灵敏度，其中声场灵敏度又分为自由场灵敏度和扩散场灵敏度。通常录音用麦克风给出声压灵敏度，测量用麦克风因应用类型给出声压或声场灵敏度。
灵敏度的单位是伏/帕（伏特/帕斯卡，V/Pa），通常使用灵敏度级来表示，参考灵敏度为1V/Pa。

## 指向性
|                          |                   |                          |                  |                         |
| Omnidirectional 全指向式 | Cardioid 心型指向 | Hypercardioid 超心型指向 | Shotgun 槍型指向 | Bi-directional 雙指向式 |

指向性描述麥克風對於來自不同角度聲音的靈敏度，規格上常用如上的polar pattern來表示，在每個示意圖中，虛線圓形的上方代表麥克風前方，下方則代表麥克風的後方。

### 全指向式
全向式(Omnidirectional)對於來自不同角度的聲音，其靈敏度是相同的。常見於需要收錄整個環境聲音的錄音工程；或是聲源在移動時，希望能保持良好收音的情況；演講者在演說時配帶的領夾式麥克風也屬此類。全向式的缺點在於容易收到四周環境的噪音，而在價格方面相對較為便宜。

### 單一指向式
常見的單一指向式為心型指向(Cardioid)或超心型指向(Hypercardioid)，對於來自麥克風前方的聲音有最佳的收音效果，

### 雙指向式
雙指向式(Bi-directional或Figure-of-8)可接受來自麥克風前方和後方的聲音。直接使用的應用場合不多，大多是運用作為立體聲錄音法等特殊用途(如MS、Blumlein錄音法)。其內部結構和全指向性基本相似，主要區別是在線路板上面（PCB）

## 頻率響應

上圖：Oktava 319(電容式)的頻率響應
下圖：Shure SM58(動圈式)的頻率響應

頻率響應(Frequency Response )是指麥克風接受到不同頻率聲音時，輸出訊號會隨著頻率的變化而發生放大或衰減。最理想的頻率響應曲線為一條水平線，代表輸出訊號能真实呈現原始聲音的特性，但這種理想情況不容易實現。一般來說，電容式麥克風的頻率響應曲線會比動圈式的來得平坦。常見的麥克風頻率響應曲線大多為高低頻衰減，而中高頻略為放大；低頻衰減可以減少錄音環境周遭低頻噪音的干擾。
頻率響應曲線圖中，橫軸為頻率，單位為赫茲，大部份情況取對數來表示；縱軸則為灵敏度，單位為分貝。

## 阻抗
在麥克風規格中，都會列出阻抗值（單位為歐姆），在麥克風領域一般而言，低於600歐姆為低阻抗；介於600至10,000歐姆為中阻抗；高於10,000歐姆為高阻抗。例如像Shure SM58這支麥克風的阻抗值為300歐姆。一般麥克風的設計與實際使用上，所接的負載（放大器）輸入阻抗通常大於麥克風輸出阻抗而不作阻抗匹配，如果強要匹配會影響麥克風的頻率響應、造成失真，尤其是在較大音壓時。但某些動圈麥克風或鋁帶麥克風的設計上，有考慮或需要負載阻抗所提供的阻尼作用，此時則須搭配特定負載阻抗才有最佳效果。

## 接頭
|                    |                       |                                                                              |
| 圖1. 3-pin XLR接頭 | 圖2. 1/4吋(6.3mm)接頭 | 圖3.由左至右 2.5mm單聲道接頭 3.5mm單聲道接頭 3.5mm立體聲接頭 6.3mm立體聲接頭 |

3-pin XLR接頭使用平衡式輸出訊號，可有效消除外來的雜訊干擾。三支針腳會標明1、2、3三個數字；在美規中，1代表接地線，2代表正相(hot)訊號，3代表反相(cold)訊號；歐規中，1代表接地線，2代表反相(cold)訊號，3代表正相(hot)訊號。
1/4吋(6.3mm)接頭有分單聲道(mono)和立體聲(stereo)兩種，簡單的區分方式是看接頭上有幾個黑色的絕緣環，兩個絕緣環代表立體聲，一個絕緣環則代表單聲道。在圖2中，各個數字代表的部位功用如下：
1. 接地
2. 立體聲時為右聲道；平衡單聲道時為反相訊號；或做為單聲道的電源輸入端
3. 立體聲時為左聲道；平衡單聲道時為正相訊號；非平衡單聲道時的訊號輸出端
4. 絕緣環

## 其他種類
- 麥克風陣列
- 壓電式麥克風，或稱晶體麥克風
- 光纖麥克風
- 雷射麥克風
- 液體麥克風，或稱水麥克風
- 微機電麥克風
- 以揚聲器當作麥克風

## 無線傳送式麥克風
- 一般家用無線麥克風可在不干擾FM廣播的條件下，合法使用特定的FM頻段。另有某些麥克風可切換作有線麥克風或無線麥克風兩用。

- 專業無線麥克風則一般會使用其他特定頻段。為避免收訊問題或干擾，確保音質，可能以兩個頻率同時發出訊號，並由兩支天線接收，萬一其中一組訊號欠佳，可自動取用另一組訊號。

- 藍芽耳麥
- 藍芽無線麥克風收發機：具有發送端與接收端，發送端提供3-pin XLR接頭，可連接麥克風發射訊號，接收端提供3.5mm接頭/6.3mm接頭，可直接插在揚聲器或擴大機上，彼此之間使用藍芽傳輸。[6]
- 紅外線

## 相册

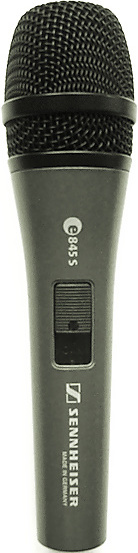
声海 e845s 動圈式麦克风
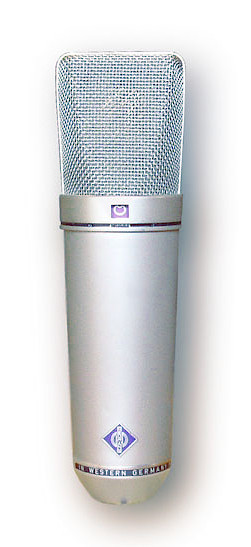
Neumann U87 大振膜電容式麥克風